# James Scott (baloncestista)
James Lamont Scott (Paterson, Nueva Jersey, 6 de junio de 1972) es un exjugador de baloncesto estadounidense que disputó una temporada en la NBA, además de jugar en la CBA, en la liga francesa, en Venezuela y en Kosovo. Con 1,98 metros de estatura, lo hacía en la posición de alero.

## Trayectoria deportiva

### Universidad
Jugó durante dos temporadas con los Red Storm de la Universidad de St. John's, en las que promedió 12,6 puntos, 4,0 rebotes y 1,8 asistencias por partido.

### Profesional
Tras no ser elegido en el Draft de la NBA de 1995, jugó una temporada en el BCM Gravelines de la liga francesa hasta que en octubre de 1996 fichó por los Miami Heat. Allí disputó 8 partidos, en los que sólo fue capaz de anotar un único punto.
Tras un breve paso por la CBA regresó a Francia, donde jugó durante cinco temporadas en diferentes equipos, el último de ellos el Élan Sportif Chalonnais, donde promedió 12,4 puntos y 2,6 rebotes por partido.
Jugó un año en Kosovo y otro en los Guaiqueríes de Margarita de la liga venezolana antes de retirarse definitivamente en 2005.

## Estadísticas de su carrera en la NBA

### Temporada regular
| Temporada | Edad | Equipo     | Liga | Pos. | P | TIT | MIN | TC  | TCA | %TC  | 3P  | 3PA | %3P  | 2P  | 2PA | %2P  | TL  | TLA | %TL  | R.OF. | R.DEF. | REB | ASIS | ROB | TAP | PER | FP  | PTS |
| 1996-97   | 24   | Miami Heat | NBA  | SF   | 8 | 0   | 4.0 | 0.0 | 1.0 | .000 | 0.0 | 0.5 | .000 | 0.0 | 0.5 | .000 | 0.1 | 0.3 | .500 | 0.1   | 0.6    | 0.8 | 0.4  | 0.3 | 0.0 | 0.3 | 0.6 | 0.1 |
| Total     |      |            | NBA  |      | 8 | 0   | 4.0 | 0.0 | 1.0 | .000 | 0.0 | 0.5 | .000 | 0.0 | 0.5 | .000 | 0.1 | 0.3 | .500 | 0.1   | 0.6    | 0.8 | 0.4  | 0.3 | 0.0 | 0.3 | 0.6 | 0.1 |